# Alejandro Callejas
Edison Alejandro Callejas Santos (Bogota, 25 november 2000) is een Colombiaans wielrenner.

## Carrière
In 2022 nam Cellejas voor het eerst deel aan de Ronde van Colombia. In de vijfde etappe, met aankomst in La Unión, finishte hij als vierde. Na tien etappes eindigde hij als derde in het jongerenklassement. In 2023 maakte hij de overstap naar het Mexicaanse Petrolike. Hij startte zijn seizoen in Colombia, waar hij deelnam aan enkele wedstrijden uit het amateurcircuit. In juni werd hij elfde in de Ronde van Colombia. Het seizoen 2024 begon voor Callejas wederom in Colombia, waarna hij zich vanaf juni weer aansloot bij Petrolike en naam Europa trok. Aldaar nam hij deel aan onder meer de Ronde van Portugal en enkele Italiaanse eendagskoersen.
In april 2024 won hij, in de regen, een bergetappe in de Ronde van de Abruzzen. In juli van dat jaar eindigde op de vierde plek in het algemeen klassement van de Ronde van Qinghai.

## Overwinningen
2025
3e etappe Ronde van de Abruzzen

## Ploegen
- 2023 –  Petrolike
- 2024 –  Petrolike (vanaf 1 juni)
- 2025 –  Petrolike